# Scotophilus borbonicus
Scotophilus borbonicus là một loài động vật có vú trong họ Dơi muỗi, bộ Dơi. Loài này được E. Geoffroy mô tả năm 1803.
Loài dơi này chỉ tìm thấy trên Madagascar và Réunion. Trên Réunion, nó được coi là phổ biến vào đầu thế kỷ 19, nhưng được nhìn thấy lần cuối vào cuối thế kỷ 19. Chỉ có một mẫu vật duy nhất được quy cho loài này, được thu thập vào năm 1868, được biết đến từ Madagascar. Loài được liệt kê là một loài cực kỳ nguy cấp vào năm 1996 do mất môi trường sống, và có thể bị tuyệt chủng.